# Iossif Liberberg
Iossif Israilewitsch Liberberg (russisch Иосиф Израйлевич Либерберг, ukrainisch Йосип (Йосиф) Ізраїльович Ліберберг, * 15. Oktoberjul. / 27. Oktober 1897greg. in Starokostjantyniw, Russisches Kaiserreich; † 9. März 1937 in Moskau) war ein ukrainisch-sowjetischer Historiker und erster Gouverneur der Jüdischen Autonomen Oblast. 1937 wurde er Opfer des Großen Terrors.

## Leben
Liberberg wurde in einer jüdischen Familie geboren. Er begann ein Studium in Kiew, konnte dieses aufgrund des Bürgerkrieges jedoch nicht beenden. Er schloss sich früh der zionistisch-sozialistischen Bewegung Poale Zion an. Ab 1918 kämpfte er als Freiwilliger in der Roten Armee und arbeitete im Untergrund. 1919 wurde er Mitglied der Kommunistischen Partei der Ukraine. Ab 1920 setzte er seine Studien in Kiew fort und unterrichtete gleichzeitig an verschiedenen höheren Bildungseinrichtungen in Weltgeschichte, Geschichte des Sozialismus und des Klassenkampfes. Von 1926 an war er als Wissenschaftler an der Ukrainischen Akademie der Wissenschaften in mehreren Forschungsabteilungen tätig, zu diesen gehörte die Abteilung für Marxismus-Leninismus.
Von 1929 bis 1934 leitete er an der Akademie das Institut für jüdische proletarische Kultur.
1934 wurde er zum korrespondierenden Mitglied der Ukrainischen Akademie der Wissenschaften gewählt. Im gleichen Jahr war er Delegierter des XVII. Parteitages der KPdSU.
Nachdem er 1932 erstmals Birobidschan besucht hatte, wurde er im Oktober 1934 dort mit Organisationsaufgaben betraut und im Dezember 1934 zum ersten Vorsitzenden des Exekutivkomitees des Regionalrats der Jüdischen Autonomen Oblast (Gouverneur) ernannt.
Am 20. August 1936 wurde er unter der Anschuldigung, Mitglied einer trotzkistischen Terrororganisation zu sein, verhaftet, aus der Ukrainischen Akademie der Wissenschaften ausgeschlossen und am 9. März 1937 in Moskau zum Tode verurteilt und am selben Tag hingerichtet. 1956 wurde Liberberg rehabilitiert.